# Ruth Margarete Roellig
Ruth Margarete Roellig (née le 14 décembre 1878 à Schwiebus, mort le 31 juillet 1969 à Berlin-Schöneberg) est une écrivain allemande.

## Biographie
Ruth Margaret Roellig est la fille des restaurateurs Anna et Otto Roehlig. La famille s'installe à Berlin en 1887. Roellig va dans une école pour les jeunes filles et un pensionnat. Elle commence vraisemblablement une carrière d'écrivain avant la Première Guerre mondiale. Après une formation de conseiller de rédaction, elle travaille dans des maisons d'édition berlinoises et écrit pour le Berliner Lokal-Anzeiger, le magazine pour femmes Bazar et des revues littéraires.
En 1913, elle publie son premier livre, Geflüster im Dunkel, qui décrit la relation d'un poète avec une muse. Elle raconte ses voyages en Finlande, à Bonn et à Paris dans des romans et recueils de nouvelles.
En 1927, elle revient à Berlin et s'intéresse fortement à la communauté lesbienne. Roellig publie plusieurs nouvelles et des poèmes dans des revues comme Frauenliebe. En 1928, elle publie Berlins lesbische Frauen (Femmes lesbiennes de Berlin), où elle décrit quatorze clubs et associations de rencontres. Magnus Hirschfeld signe la préface. En 1930, elle explique dans Das lasterhafte Weib le lesbianisme et le travestissement. Par ailleurs, elle publie une tribune où elle dénonce le mariage forcé et l'oppression contre l'homosexualité.
En 1933, après l'arrivée des nazis au pouvoir, la communauté lesbienne disparaît pour ne pas subir la répression. Lors de la Gleichschaltung, de nombreux écrivains homosexuels se retirent. Roellig cache ses écrits lesbiens et passe devant la Chambre de la littérature du Reich en novembre 1936 devant laquelle elle accepte le pouvoir nazi et dit le salut.
Pendant le Troisième Reich, elle publie sans doute un roman policier, Der Andere, et un roman de guerre, Soldaten, Tod, Tänzerin. Der Andere a pour héros un écrivain qui s'avère être un assassin. Ce roman publié en 1936 contient des allusions à l'orientation lesbienne de l'auteur et des personnages semblant homosexuels.
Soldaten, Tod, Tänzerin, sorti en 1937, a pour héroïne une espionne de la Première Guerre mondiale. Le roman est plein de motifs antisémites et anti-communistes. Toutefois il est refusé en mars 1938 par l'adjoint de Joseph Goebbels.
La même année, Berlins lesbische Frauen est interdit. Elle prévoyait alors un roman sur un enfant « aryen » ayant grandi dans une famille juive et un autre s'inspirant des abris contre les bombardements.
En novembre 1943, son domicile dans le quartier de Berlin-Schöneberg est détruit par un bombardement ; elle part en Silésie. Après la guerre, Roellig revient avec sa compagne Erika chez sa sœur Kate. Elle cesse d'écrire.

## Œuvre
- Geflüster im Dunkel (1913)
- Liane (1919)
- Traumfahrt: Eine Geschichte aus Finnland (1920)
- Lutetia Parisorum (1920)
- Die fremde Frau (1920)
- Die heiligen Annunziaten (1925)
- Berlins lesbische Frauen (1928)
- Ich klage an! (1931)
- Die Kette im Schoß (1931)
- Der Andere (1935)
- Soldaten, Tod und Tänzerin (1937)

Publications en français
- Femmes lesbiennes de Berlin, traduction de Berlins lesbische Frauen par Charles Adam, GKC-Question de genre, 1992 ; réédition en 2014 sous le titre Femmes lesbiennes de Berlin.